# 以色列国家安全部
以色列国家安全部是以色列政府的一个执法机构。以色列警察、以色列边防警察等均受其管轄。

## 历史
該部門成立於1948年5月。1990年代，該部門更名为国内安全部，2023年初改为现名 。